# Guilt (album)
Guilt è il secondo album del rapper di Washington Heights, Manhattan, Mims.. Il secondo lavoro è stato pubblicato il 7 aprile 2009.

## Singoli
Il primo singolo dell'album è Move (If You Wanna)..
La canzone Rock 'N Rollin' è stata prodotta da Jim Jonsin. Il suo testo include i nomi di molte rock band, come The Rolling Stones, The Beatles, Slipknot, AC/DC, The Who, Guns N' Roses, Limp Bizkit, Stone Temple Pilots, Green Day, blink-182, Linkin Park, Nine Inch Nails e molti altri.

## Vendite
L'album debutta al #53 delle Billboard 200, vendendo 12 000 copie nella prima settimana.

## Lista tracce
1. "Guilt"
2. "The Skit"
3. "On & On"
4. "Love Rollercoaster" (feat. LeToya Luckett)
5. "Move (If You Wanna)"
6. "One Day" (feat. Ky-Mani Marley)
7. "Chasing Sunshine (feat. KVN)
8. "Rock 'n Rollin'" (feat. Tech N9ne)
9. "Be My Hustla (feat. J. Holiday)
10. "Makin' Money"
11. "In My Life (Why Oh Why)"
12. "One Last Kiss" (feat. Soler Mesh)
13. "Heal Me (Outro)" (feat. Soler Mesh)
14. "I Do" (feat. Nice & Smooth)